# Chiesa di San Nicolò nuova (Pellizzano)
La chiesa di San Nicolò nuova, o chiesa di San Nicolò Vescovo o ancora chiesa dei Santi Nicolò e Gregorio, è la parrocchiale di Termenago, frazione di Pellizzano in Trentino. Risale al XIX secolo.

## Storia
La chiesa di San Nicolò Vescovo sostituì nel ruolo di parrocchiale l'omonima chiesa di San Nicolò del quattrocento poiché il paese aveva bisogno di un luogo di culto più adatto alle esigenze dell'accresciuto numero di abitanti. Eretta attorno alla metà del XIX secolo a breve distanza dall'altra, fu fortemente voluta dal parroco don Stefano Pontara e il progetto fu di Giuseppe Tonazzi da Comasine.
La consacrazione venne celebrata nel 1851 dal vescovo di Trento Giovanni Nepomuceno de Tschiderer che vi si recò in visita pastorale.
La torre campanaria venne eretta nel 1866, distaccata dall'edificio della chiesa. Nel decennio successivo continuò l'attività di rifinitura ed in particolare, con un lavoro che proseguì sino al 1925, vennero decorate con dipinti murali le volte della sala.
Durante il primo conflitto mondiale la torre campanaria venne utilizzata dall'esercito austro-ungarico come punto di osservazione militare.
Ottenne dignità parrocchiale nel 1919, distaccandosi così dalla pieve di Pellizzano, la chiesa della Natività di Maria.
A partire dagli anni sessanta e sino al 2007 l'edificio è stato oggetto di vari restauri conservativi che hanno riguardato in particolare le superfici decorate con dipinti, un'operazione di risanamento delle strutture murarie con la posa di un nuovo sistema drenante esterno e la sistemazione del sagrato con una scalinata.

## Descrizione
Nella sala è presente la Via Crucis opera di Giovanni Battista Dalla Torre.